# Antoinette Amalie von Braunschweig-Wolfenbüttel

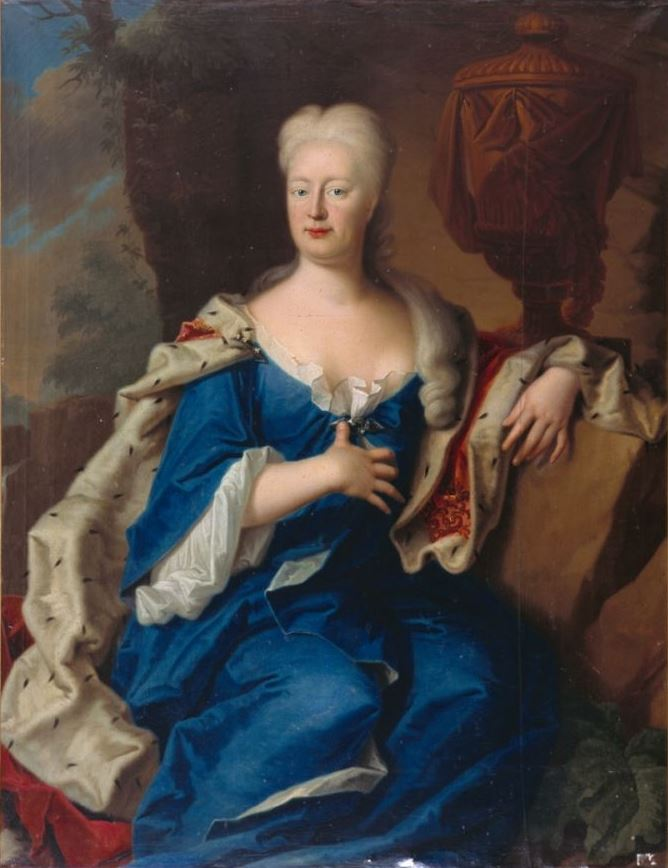
Antoinette Amalie von Braunschweig-Wolfenbüttel, Porträt von Christoph Bernhard Francke

Antoinette Amalie von Braunschweig-Wolfenbüttel (* 22. April 1696 in Wolfenbüttel; † 6. März 1762 in Braunschweig) war ein Mitglied aus dem Hause Welfen und durch Heirat Herzogin zu Braunschweig und Lüneburg und Fürstin von Braunschweig-Wolfenbüttel.

## Leben
Antoinette Amalie war die jüngste Tochter des Herzogs Ludwig Rudolf von Braunschweig-Wolfenbüttel und dessen Gemahlin Christine Luise von Oettingen-Oettingen.
Ihre älteren Schwestern Elisabeth Christine und Charlotte Christine waren von ihrem Großvater Anton Ulrich so vermählt worden, dass sie Kaiserin beziehungsweise russische Zarin werden sollten. Antoinette Amalie war, um eine Verschwägerung mit den kaiserlichen Familien in Sankt Petersburg und Wien zu erreichen, als Gemahlin von Anton Ulrichs Neffen und Cousin ihres Vaters vorgesehen.
Die Prinzessin heiratete am 15. Oktober 1712 in Braunschweig Herzog Ferdinand Albrecht II. von Braunschweig-Bevern. Die Ehe galt als sehr glücklich und Antoinette Amalie wurde Mutter von acht Söhnen und sechs Töchtern, die sie am Hof ihres Vaters unter eher bescheidenen Verhältnissen aufziehen musste. Antoinette Amalie hatte nach dem Tod des Herzogs August Wilhelm (1731) ein freundschaftliches Verhältnis zur preußischen Königin Sophie Dorothea und deren Tochter Wilhelmine entwickelt. Zwei ihrer Kinder wurden 1733 auf einer Doppelhochzeit mit Mitgliedern des preußischen Hofes vermählt. Ihre Tochter Elisabeth Christine heiratete Friedrich II. und ihr Sohn Karl die preußische Prinzessin Charlotte.
Nachdem ihr Vater 1731 Herzog zu Braunschweig und Lüneburg geworden war, starb er schon 1735 und Antoinette Amalies Ehemann folgte seinem Schwiegervater. Schon im selben Jahr wurde die Herzogin Witwe und überlebte ihren Mann um 27 Jahre. Sie vermählte ihre Töchter Luise Amalie mit Prinz Wilhelm von Preußen und Juliane Marie mit König Friedrich V. von Dänemark. Ihr Sohn Anton Ulrich heiratete die Prinzessin Elisabeth Katharina Christine von Mecklenburg-Schwerin.
Antoinette Amalie lebte nach dem Tod ihres Mannes im Schloss Antoinettenruh in Wolfenbüttel, das ihr Vater Ludwig Rudolf für sie als Sommersitz hatte errichten lassen. Sie starb jedoch in Braunschweig. Seit 1762 befinden sich 1313 Bände aus ihrer Privatbibliothek im Besitz der Herzog August Bibliothek (HAB).

## Nachkommen
- Karl I. (1713–1780), Herzog von Braunschweig
- Anton Ulrich (1714–1774)
- Elisabeth Christine (1715–1797) ⚭ 1733 Friedrich II., König von Preußen
- Ludwig Ernst (1718–1788)
- August (1719–1720)
- Ferdinand (1721–1792)
- Luise Amalie (1722–1780) ⚭ 1742 August Wilhelm von Preußen
- Sophie Antonie (1724–1802) ⚭ 1749 Herzog Ernst Friedrich von Sachsen-Coburg-Saalfeld
- Albrecht (1725–1745)
- Charlotte Christine Louise (1726–1766), Dekanin des Stifts Quedlinburg
- Therese Natalie (1728–1778), Äbtissin von Gandersheim
- Juliane Marie (1729–1796) ⚭ 1752 König Friedrich V. von Dänemark (1723–1766)
- Friedrich Wilhelm (1731–1732)
- Friedrich Franz (1732–1758)

## Ahnentafel
| Ahnentafel Antoinette Amalie von Braunschweig-Wolfenbüttel  | Ahnentafel Antoinette Amalie von Braunschweig-Wolfenbüttel                                                                                | Ahnentafel Antoinette Amalie von Braunschweig-Wolfenbüttel                                                                                | Ahnentafel Antoinette Amalie von Braunschweig-Wolfenbüttel                                                                                | Ahnentafel Antoinette Amalie von Braunschweig-Wolfenbüttel                                                                                | Ahnentafel Antoinette Amalie von Braunschweig-Wolfenbüttel                                                             | Ahnentafel Antoinette Amalie von Braunschweig-Wolfenbüttel                                                             | Ahnentafel Antoinette Amalie von Braunschweig-Wolfenbüttel                                                             | Ahnentafel Antoinette Amalie von Braunschweig-Wolfenbüttel                                                             |
| ----------------------------------------------------------- | --- | --- | --- | --- | --- | --- | --- | --- |
| Ururgroßeltern                                              | Herzog Heinrich (Braunschweig-Dannenberg) (1533–1598) ⚭ 1569 Ursula von Sachsen-Lauenburg (1552/53–1620)                                  | Fürst Rudolf (Anhalt-Zerbst) (1576–1621) ⚭ 1605 Dorothea Hedwig von Braunschweig-Wolfenbüttel (1587–1609)                                 | Herzog Johann (Schleswig-Holstein-Sonderburg) (1545–1622) ⚭ 1568 Elisabeth von Braunschweig-Grubenhagen (1550–1586)                       | Fürst Rudolf (Anhalt-Zerbst) (1576–1621) ⚭ 1605 Dorothea Hedwig von Braunschweig-Wolfenbüttel (1587–1609)                                 | Graf Ludwig Eberhard Graf zu Oettingen-Oettingen (1577–1634) ⚭ ? Margaretha von Erbach (1576–1635)                     | Graf Kraft VII. von Hohenlohe-Neuenstein (1582–1641) ⚭ 1615 Sophie von der Pfalz (1593–1676)                           | Herzog Johann Friedrich (Württemberg) (1582–1628) ⚭ 1609 Barbara Sophia von Brandenburg (1584–1636)                    | Graf Johann Kasimir von Salm-Kyrburg (1577–1651) ⚭ 1607 Dorothea zu Solms-Laubach (1579–1631)                          |
| Urgroßeltern                                                | Fürst August II. (Braunschweig-Wolfenbüttel) (1579–1666) ⚭ 1623 Dorothea von Anhalt-Zerbst (1607–1634)                                    | Fürst August II. (Braunschweig-Wolfenbüttel) (1579–1666) ⚭ 1623 Dorothea von Anhalt-Zerbst (1607–1634)                                    | Herzog Friedrich von Schleswig-Holstein-Sonderburg-Norburg (1581–1658) ⚭ 1632 Eleonore von Anhalt-Zerbst (1608–1681)                      | Herzog Friedrich von Schleswig-Holstein-Sonderburg-Norburg (1581–1658) ⚭ 1632 Eleonore von Anhalt-Zerbst (1608–1681)                      | Graf Joachim Ernst von Oettingen-Oettingen (1612–1659) ⚭ 1638 Anna Dorothea von Hohenlohe-Neuenstein (1621–1643)       | Graf Joachim Ernst von Oettingen-Oettingen (1612–1659) ⚭ 1638 Anna Dorothea von Hohenlohe-Neuenstein (1621–1643)       | Herzog Eberhard III. von Württemberg (1614–1674) ⚭ 1637 Anna Katharina Dorothea von Salm-Kyrburg (1614–1655)           | Herzog Eberhard III. von Württemberg (1614–1674) ⚭ 1637 Anna Katharina Dorothea von Salm-Kyrburg (1614–1655)           |
| Großeltern                                                  | Fürst Anton Ulrich (Braunschweig-Wolfenbüttel) (1633–1714) ⚭ 1656 Elisabeth Juliane von Schleswig-Holstein-Sonderburg-Norburg (1634–1704) | Fürst Anton Ulrich (Braunschweig-Wolfenbüttel) (1633–1714) ⚭ 1656 Elisabeth Juliane von Schleswig-Holstein-Sonderburg-Norburg (1634–1704) | Fürst Anton Ulrich (Braunschweig-Wolfenbüttel) (1633–1714) ⚭ 1656 Elisabeth Juliane von Schleswig-Holstein-Sonderburg-Norburg (1634–1704) | Fürst Anton Ulrich (Braunschweig-Wolfenbüttel) (1633–1714) ⚭ 1656 Elisabeth Juliane von Schleswig-Holstein-Sonderburg-Norburg (1634–1704) | Fürst Albrecht Ernst I. (Oettingen-Oettingen) (1642–1683) ⚭ 1665 Christine Friederike von Württemberg (1644–1674)      | Fürst Albrecht Ernst I. (Oettingen-Oettingen) (1642–1683) ⚭ 1665 Christine Friederike von Württemberg (1644–1674)      | Fürst Albrecht Ernst I. (Oettingen-Oettingen) (1642–1683) ⚭ 1665 Christine Friederike von Württemberg (1644–1674)      | Fürst Albrecht Ernst I. (Oettingen-Oettingen) (1642–1683) ⚭ 1665 Christine Friederike von Württemberg (1644–1674)      |
| Eltern                                                      | Fürst Ludwig Rudolf (Braunschweig-Wolfenbüttel) (1671–1735) ⚭ 1690 Christine Luise von Oettingen-Oettingen (1671–1747)                    | Fürst Ludwig Rudolf (Braunschweig-Wolfenbüttel) (1671–1735) ⚭ 1690 Christine Luise von Oettingen-Oettingen (1671–1747)                    | Fürst Ludwig Rudolf (Braunschweig-Wolfenbüttel) (1671–1735) ⚭ 1690 Christine Luise von Oettingen-Oettingen (1671–1747)                    | Fürst Ludwig Rudolf (Braunschweig-Wolfenbüttel) (1671–1735) ⚭ 1690 Christine Luise von Oettingen-Oettingen (1671–1747)                    | Fürst Ludwig Rudolf (Braunschweig-Wolfenbüttel) (1671–1735) ⚭ 1690 Christine Luise von Oettingen-Oettingen (1671–1747) | Fürst Ludwig Rudolf (Braunschweig-Wolfenbüttel) (1671–1735) ⚭ 1690 Christine Luise von Oettingen-Oettingen (1671–1747) | Fürst Ludwig Rudolf (Braunschweig-Wolfenbüttel) (1671–1735) ⚭ 1690 Christine Luise von Oettingen-Oettingen (1671–1747) | Fürst Ludwig Rudolf (Braunschweig-Wolfenbüttel) (1671–1735) ⚭ 1690 Christine Luise von Oettingen-Oettingen (1671–1747) |
| Antoinette Amalie von Braunschweig-Wolfenbüttel (1696–1762) | | | | | | | | |